# Transsaharska cesta
Transsaharska cesta ali TAH 2, prej Transsaharski cestni koridor (TSR), znana tudi kot Cesta afriške enotnosti, je nadnacionalni infrastrukturni projekt za lažjo trgovino, promet in regionalno povezovanje med šestimi afriškimi državami: Alžirijo, Čadom, Malijem, Nigrom, Nigerijo in Tunizijo. Poteka približno 4500 km od severa proti jugu čez Saharo od Alžira v Alžiriji na sredozemski obali Severne Afrike do Lagosa v Nigeriji na atlantski obali Zahodne Afrike; zato je včasih znana kot cesta Alžir–Lagos ali cesta Lagos–Alžir.
TSR je ena najstarejših in najbolj popolnih nadnacionalnih cest v Afriki, predlagana je bila leta 1962, gradnja odsekov v Sahari pa se je začela v 1970-ih. Poleg asfaltiranja in širitve obstoječih cest koridor vključuje na tisoče kilometrov kablov kot del Transsaharske optične hrbtenice, večnacionalnega projekta za povečanje hitrih telekomunikacij po vsej regiji. Fizično infrastrukturo bodo dopolnjevale politike, ki bodo sprostile čezmejno trgovino in migracije ter razvile logistične storitve.
Transsaharska cesta (TAH) je ena od devetih transafriških cest (TAH), ki jih razvijajo Ekonomska komisija Združenih narodov za Afriko (UNECA), Afriška unija (AU), Islamska razvojna banka (IsDB) in Afriška razvojna banka (AfDB) s podporo Arabske banke za gospodarski razvoj v Afriki, UNCTAD in drugih regionalnih in mednarodnih organizacij.
Od leta 2022 je bila večina ceste dokončana, osrednji odsek med Alžirijo in Nigrom pa je še vedno neasfaltiran.

## Trasa in stanje
Transsaharska cesta je dolga približno 4500 km, od tega je približno 98 % asfaltiranih. Poteka skozi tri države: Alžirijo, Niger in Nigerijo. Vendar pa načrtovalci dodatnih 3600 km povezanih cest do Tunizije, Malija, Čada in Mavretanije štejejo za sestavni del omrežja transsaharskih cest. Šest držav članic predstavlja 27 % BDP celine in 25 % njenega prebivalstva.
1200 km ceste v Nigeriji je del nacionalnega asfaltiranega cestnega omrežja te države in vključuje skoraj 500 km štiripasovnih razdeljenih odsekov, vendar je vzdrževanje cest pogosto pomanjkljivo in deli ceste so lahko v slabem stanju.
Približno polovica ceste, več kot 2300 km, leži v Alžiriji in je večinoma v dobrem stanju, najnovejši odseki pa so južno od Tamanrasseta. Od alžirskega obmejnega mesta In Guezzam do »točke nič« na meji z Nigrom je zdaj zaprta cesta, na obeh straneh pa se razteza peščeni nasip, ki preprečuje tihotapljenje migrantov.
Niger ima 985 km ceste, leta 2023 pa je bilo asfaltiranih približno 900 km, čeprav so deli na jugu v slabem stanju. Več podrobnosti je navedenih spodaj.
Za cesto Tripolis–Cape Town (Transafriška cesta 3) je bil predlagan še en prehod čez Saharo, vendar ta pot zahteva veliko več gradnje, se sooča s težavami nestabilnosti in brezpravja v južni Libiji in severnem Čadu ter verjetno ne bo spodbudila trgovine v enaki meri kot TAH 2. Do dokončanja je morda še desetletja oddaljena.
Saharo prečkata še dve drugi transafriški cesti, vendar na njenih robovih. Leta 2005 je cesta Kairo–Dakar (TAH 1) na zahodu vzdolž atlantske obale postala prva popolnoma zaprta cesta, ki prečka Saharo od severa proti jugu (razen nekaj kilometrov v nikogaršnji zemlji med Marokom/Zahodno Saharo in Mavretanijo). Cesta Kairo–Cape Town (TAH 4) sledi Nilu na vzhodu, prejšnji dolgi neasfaltirani odseki v Sudanu, Etiopiji in Keniji pa so bili od takrat znatno izboljšani. Cesta od Nanjukija v Keniji do Mojaleja na etiopski meji je odlična asfaltna cesta. Ceste v Etiopiji in Sudanu so bile od oktobra 2020 vse asfaltirane dobre kakovosti.
Leta 2018 je bila napovedana, do leta 2019 pa se je odprla tretja trgovska pot med Alžirijo in Mavretanijo, ki je bila po zamudah zaradi pandemije leta 2024 uradno odprta za netovorni promet, vendar še ni bila klasificirana. Ustanovljena je bila v času francoske kolonialne dobe kot povezava med Alžirom in Dakarjem, da bi se izognili takratni španski Sahari ob Atlantiku, leta 1963 pa je bila zaprta. Trenutno se asfaltna cesta konča pri Hassi Abdelahu, mavretanskem mejnem prehodu 75 km južno od Tindoufa. Nadaljuje se približno 790 kilometrov kasneje v bližini Zouerata in poteka skozi Ain Ben Tili in Bir Moghrein. V Mavretaniji danes najpogosteje uporabljena pot ne sledi progi 'N1', ki je prikazana na številnih sodobnih zemljevidih. To temelji na kartiranju iz kolonialne dobe 1950-ih in na večini krajev satelitski posnetki kažejo, da vzdolž te trase ni nobene ceste.

## Poti
Mesta in države, ki jih pokriva, ter stanje ceste so naslednji.

### V Alžiriji
- Alžir do Ghardaie, 625 km, asfaltirano, v dobrem stanju
- Ghardaia do Tamanrasseta, 1291 km, asfaltirano v dobrem stanju
- Tamanrasset do In Guezzam na meji z Nigrom, 400 km, asfaltirano.
- V Guezzamu do Assamake, mejnega prehoda Niger: 28 km zapečatene do 'točke nič', nato mehke peščene poti, možne za vozila z visokim odmikom od tal.

### V Nigru
- Assamaka do Arlita, 210 km. Leta 2023 je ostalo manj kot 100 km označene poti, sledi nov asfalt proti jugovzhodu do Arlita
- Arlit do Agadeza, 243 km, asfaltirano leta 1980 in verjetno nedavno prenovljeno. Sklad OPEC je 19. marca 2021 sporočil, da bo zadnji odsek ceste 'kmalu dokončan'.[9]
- Agadez do Zinderja, 431 km, asfaltirano.[10]
- Zinder-Magaria na nigerijski meji, 111 km, asfaltirano, vendar v slabem stanju.

### V Nigeriji
- Meja med Nigrom in Lagosom prek Kana, Kadune, Oya in Ibadana: 1193 km, od tega 127 km v dobrem stanju in 1066 km v 'zadovoljivem' stanju.

Skratka, čeprav se bodo starajoči se asfaltirani odseki vedno slabšali in zahtevali vzdrževanje, je trenutno manj kot 100 km poti vzhodno od Assamake še vedno označena peščena pot. Transsaharska cesta prek osrednje Sahare bo morda kmalu zaprta.

## Povezave z drugimi nadnacionalnimi cestami
Transsaharska cesta se križa z:
- Transafriško cesto Kairo–Dakar v Alžiru
- Transsahejsko cesto v Kanu v Nigeriji
- Transzahodnoafriško obalno cesto v Lagosu
- Cesto Lagos–Mombasa v Lagosu